# リフレクター (アルバム)
『リフレクター (Reflektor) 』は、カナダのロックバンド、アーケイド・ファイアの4thアルバムである。2013年の10月にマージ・レコードからリリース。バンド初の2枚組となる本作では、プロデューサーにLCDサウンドシステムのジェームス・マーフィーを起用している。

## 概要
2013年8月、アルバムの公式な詳細発表よりも以前に、正方形と円のなかにREFLEKTORとだけ記された図案を世界各地の街頭にペイントするという、ゲリラ的なスプレー・グラフィティでコマーシャルを行い話題となった。
同年9月9日午後9時、アルバムからの先行シングルでデヴィッド・ボウイをゲストに迎えたタイトルトラック『Reflektor』を"The Reflektors"名義にて各国のレコード店でリリース。日本でも原宿のBig Love Recordsにて販売された。また、それに伴いバンドは同曲の二種類のPVを公開。片方はアントン・コービン監督によるミステリアスかつ物語性のある内容で、自身の顔をデフォルメした被り物を装着したメンバーらの姿が印象的な作品。そしてもう片方はアーロン・コブリンとヴァンサン・モリセー制作によるGoogle「Chrome Experiments」プロジェクトとのコラボレーション企画であり、スマートフォン/タブレットでの指の動きが映像のエフェクトとして連動するという画期的なものであった。
アルバムについてウィン・バトラーは「スタジオ54（70年代を象徴するニューヨーク・ディスコ）とハイチのブードゥーとのマッシュアップ」であると語っている。
アートワークにはオーギュスト・ロダンの彫刻『オルフェウスとエウリュディケ』が用いられている。

## 収録曲
ディスク1
1. リフレクター / "Reflektor" - 7:33
2. ウィー・イグジスト / "We Exist" - 5:44
3. フラッシュバルブ・アイ / "Flashbulb Eyes" - 2:42
4. ヒア・カムズ・ザ・ナイト・タイム / "Here Comes the Night Time" - 6:30
5. ノーマル・パーソン / "Normal Person" - 4:22
6. ユー・オールレディ・ノウ / "You Already Know" - 3:59
7. ジャンヌ・ダルク / "Joan of Arc" - 5:26

ディスク2
1. ヒア・カムズ・ザ・ナイト・タイムII / "Here Comes the Night Time II" - 2:52
2. オーフル・サウンド (オー・ユーリディス) / "Awful Sound (Oh Eurydice)" - 6:13
3. イッツ・ネヴァー・オーヴァー (ヘイ・オルフェウス) / "It's Never Over (Oh Orpheus)" - 6:42
4. ポルノ / "Porno" - 6:02
5. アフターライフ / "Afterlife" - 5:52
6. スーパーシンメトリー / "Supersymmetry" - 11:16